# Лаям О'Кейн
Лаям О'Кейн (англ. Liam O'Kane, нар. 17 червня 1948, Деррі) — північноірландський футболіст, що грав на позиції захисника, зокрема за англійський «Ноттінгем Форест», а також національну збірну Північної Ірландії.

## Клубна кар'єра
У дорослому футболі дебютував 1967 року виступами за команду «Деррі Сіті» з рідного міста. 
Наступного року юного захисника запросив до своїх лав англійський «Ноттінгем Форест», на той час один з аутсайдерів найвищого дивізіону країни. Протягом наступних трьох сезонів команді вдавалося зберігати прописку у Першому дивізіоні, а за результатами сезону 1971/72 ноттінгемці все ж понизилися у класі. Решту кар'єри, що тривала до 1977 року О'Кейн провів граючи за «Форест» на рівні другої англійської ліги.

## Виступи за збірну
1970 року дебютував в офіційних матчах у складі національної збірної Північної Ірландії.
Загалом протягом шестирічної кар'єри у національній команді провів у її формі 20 матчів, забивши 1 гол.